# Willy Vanden Berghen
Willy Vanden Berghen (Vilvoorde, 3 de julho de 1939 — 30 de março de 2022) foi um ciclista de estrada profissional belga.
Em 1960, Vanden Berghen conquistou duas medalhas de bronze na prova de estrada, uma no Campeonato Mundial (de amadores) e a outra nos Jogos Olímpicos de Roma 1960.

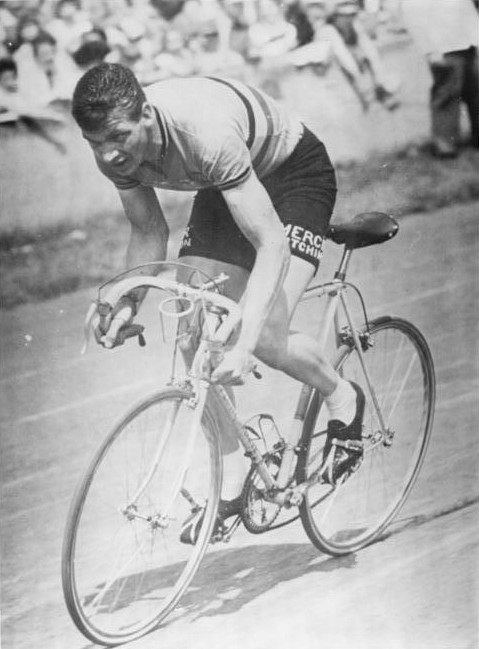
Willy Vanden Berghen em 1960